# 温州博物馆
温州博物馆，位于浙江省温州市鹿城区市府路，是温州市属综合性博物馆。

## 简介
1958年5月，温州博物馆在江心屿的兴庆寺创建，方介堪兼任首任馆长，这是温州第一家综合性博物馆。“文革”期间，撤销温州博物馆，并入温州市图书馆。1981年恢复温州博物馆原建制。
2003年10月初，位于世纪广场西侧的温州博物馆新馆试开馆。一个月后闭馆，重新调整并改进。2004年1月12日正式开馆。2008年3月起免费开放。新馆占地面积约2.34公顷，建筑面积2.6万平方米，展厅面积1.2万平方米，设历史馆、书画馆、陶瓷馆、自然馆、工艺馆、王维新铜版画陈列室、临时展馆。新馆建筑设计灵感来自雁荡山，大门照壁饰以大榕树石雕，中厅花岗岩壁面悬挂着9幅中国传统神话铜雕壁画，分别为盘古开天、女娲补天、夸父追日、精卫填海、后羿射日、嫦娥奔月、神农伏羲、燧人取火、大禹治水。2015年，历史馆启动改造，2017年1月21日完工并对外试开放，2017年5月18日世界博物馆日正式开放。
本馆馆藏文物3万余件，分为青铜器、陶瓷器、彩塑、漆器、砖雕、书画等20个门类，以陶瓷器、彩塑、书画为特色。珍贵文物有宜山出土的东晋朱曼妻薛氏石买地券，金沙塔出土的唐代写经，白象塔出土的北宋彩塑，西山出土的北宋青瓷，南宋龙泉窑青瓷叶适墓志，中华民国“双麒麟”脚踏弹棉机等等。
2017年，温州博物馆被中国博物馆协会评为第三批国家一级博物馆。

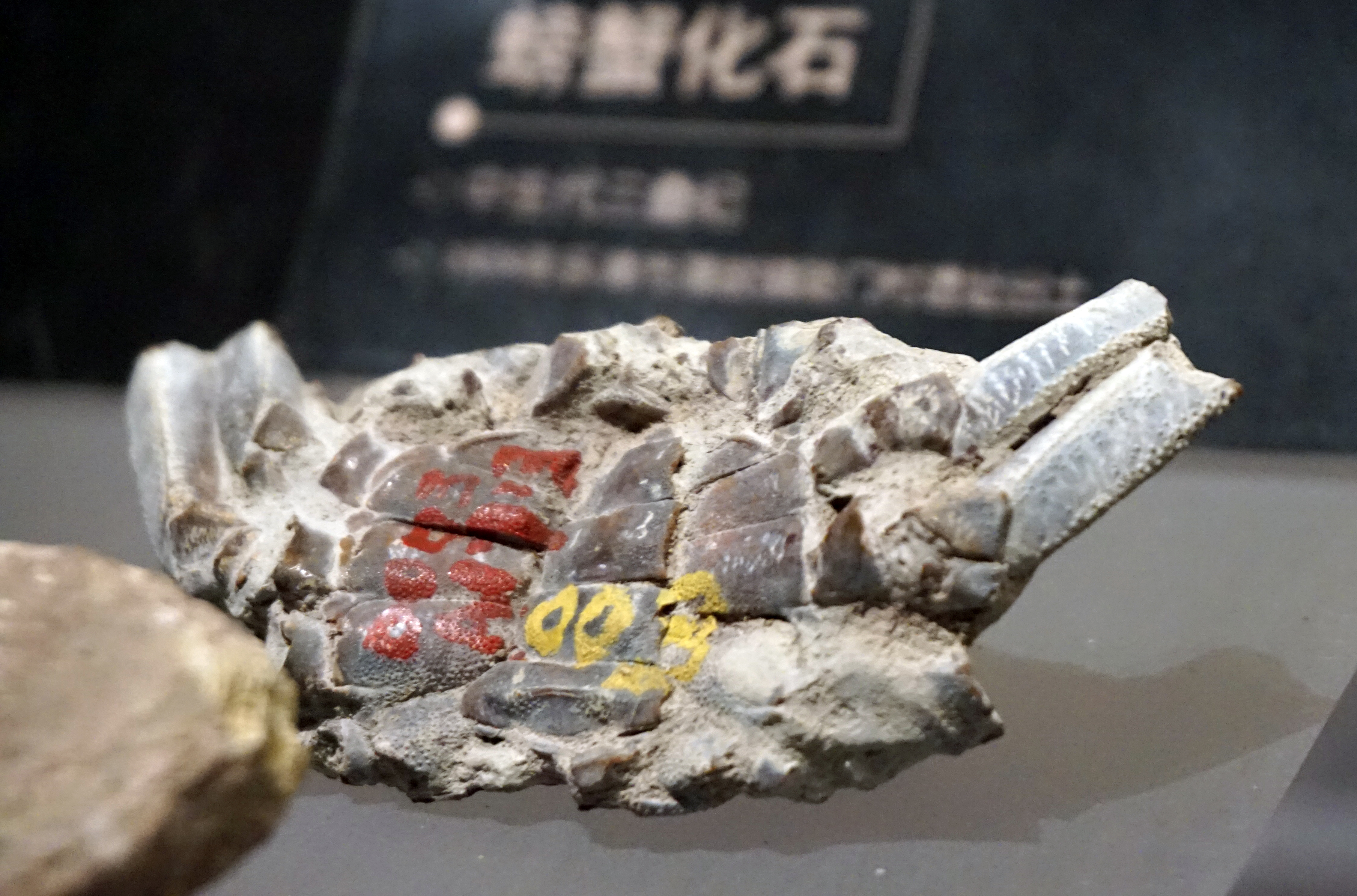
中生代螃蟹化石
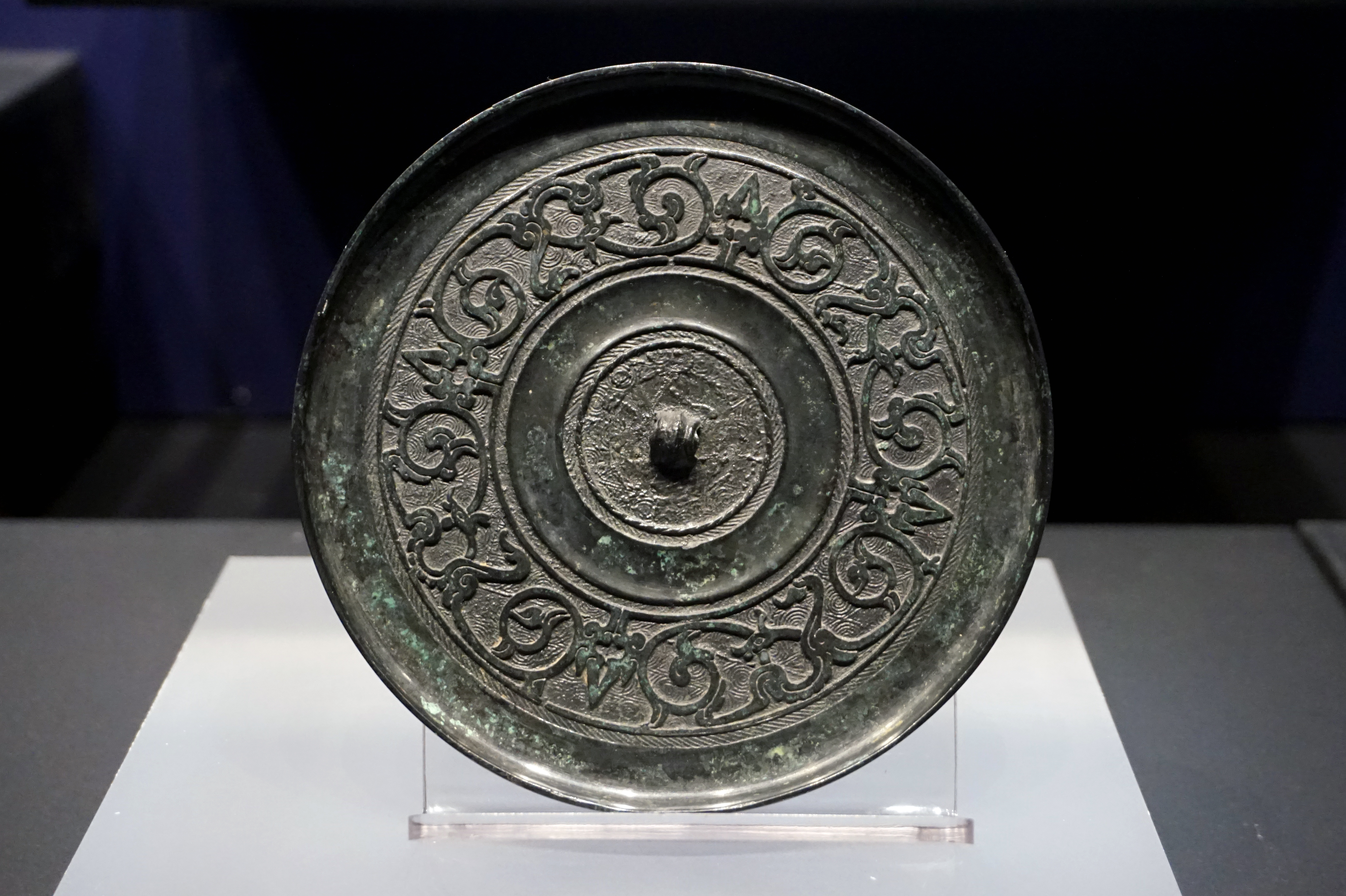
战国蟠龙纹铜镜
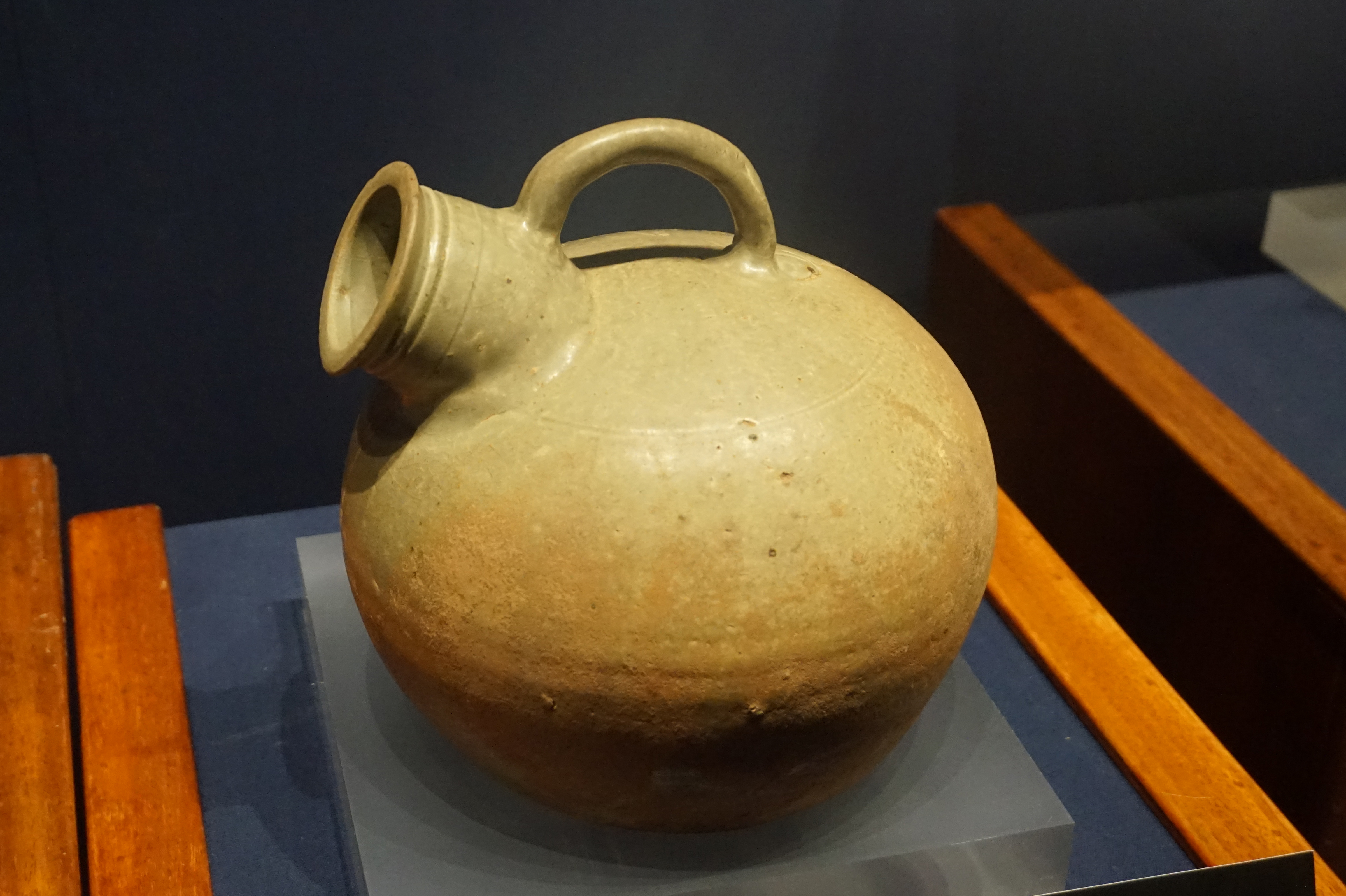
西晋青釉瓷虎子
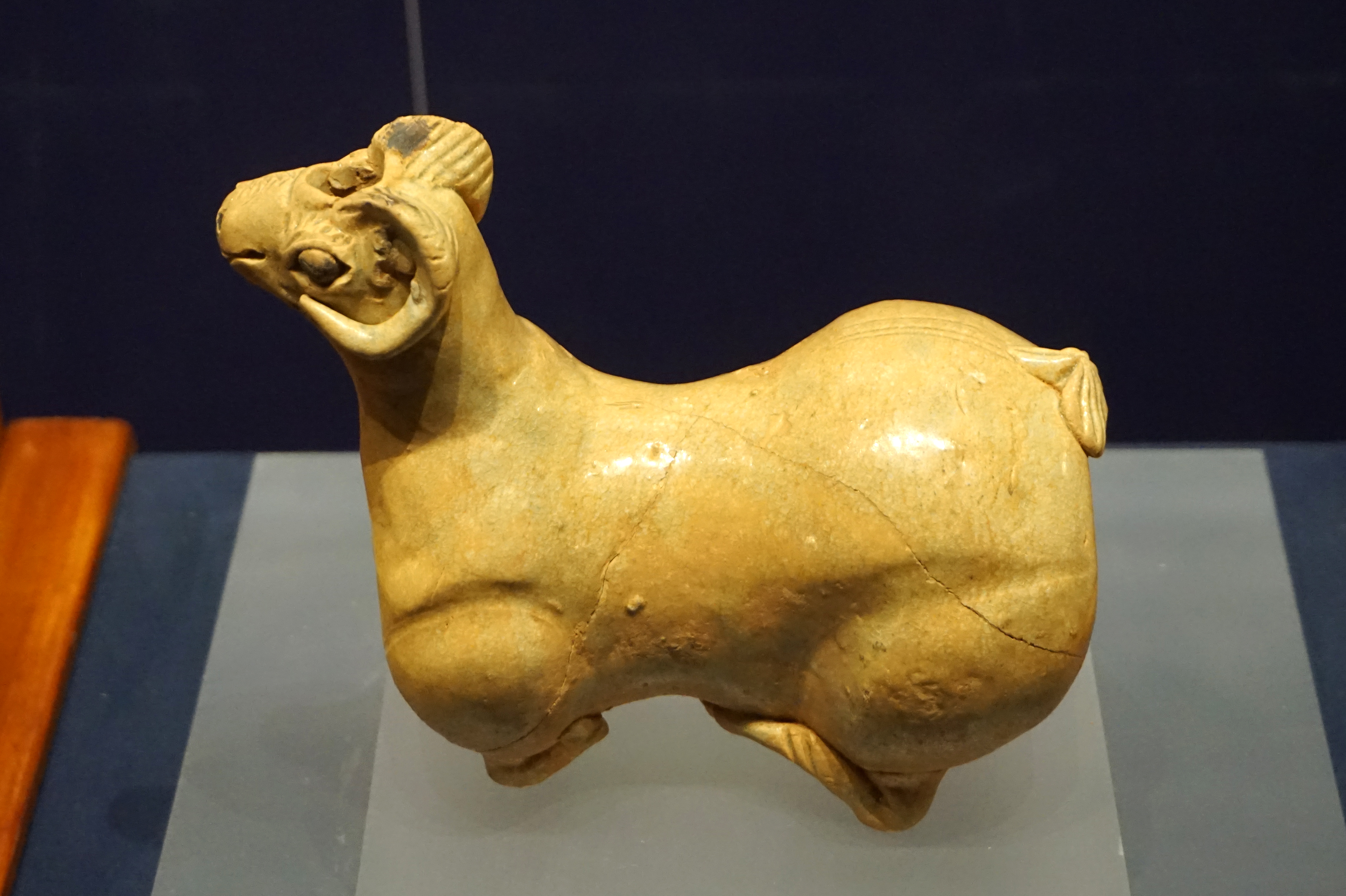
东晋瓯窑青釉褐彩瓷羊
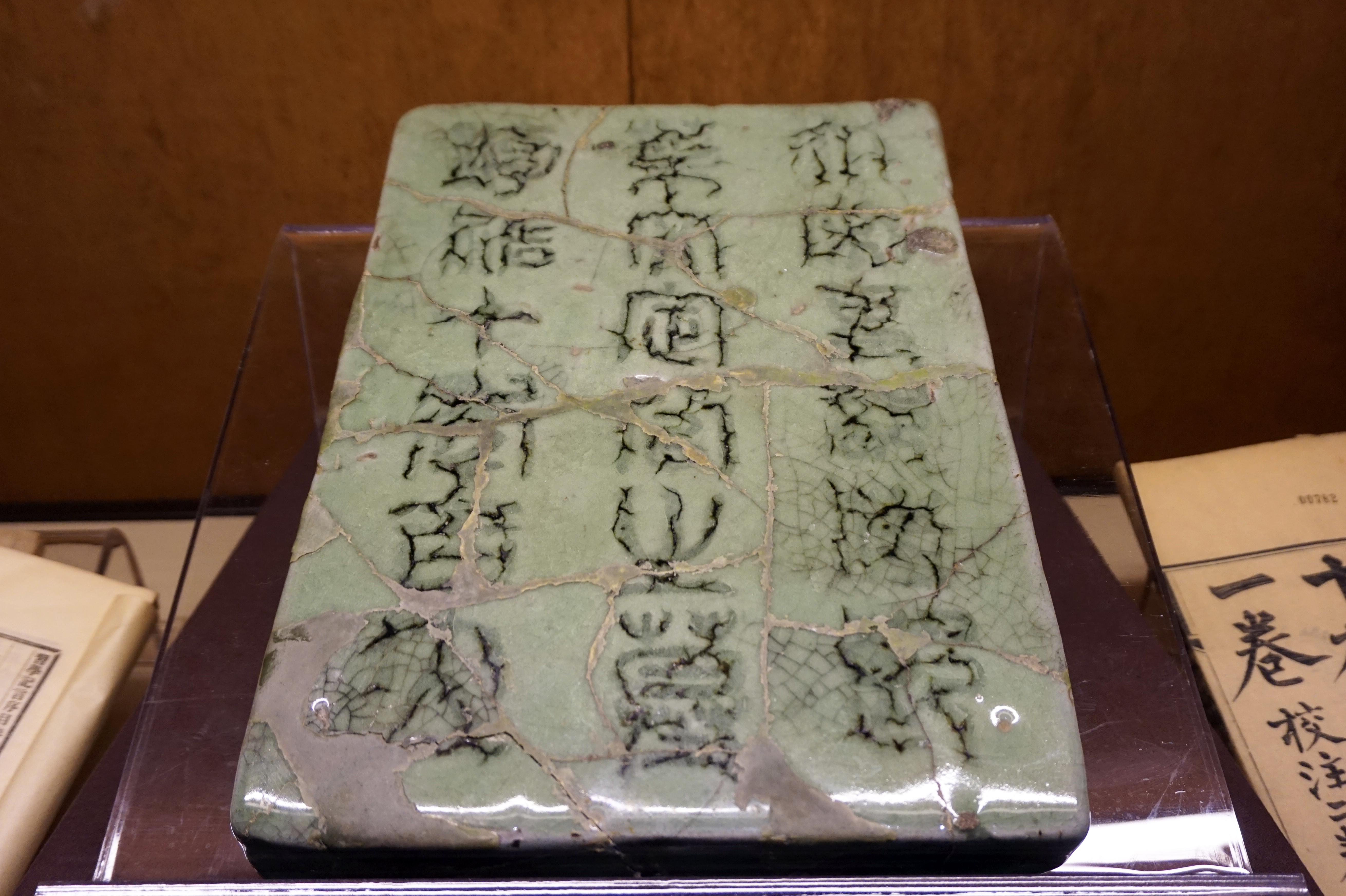
南宋龙泉窑叶适青瓷墓志
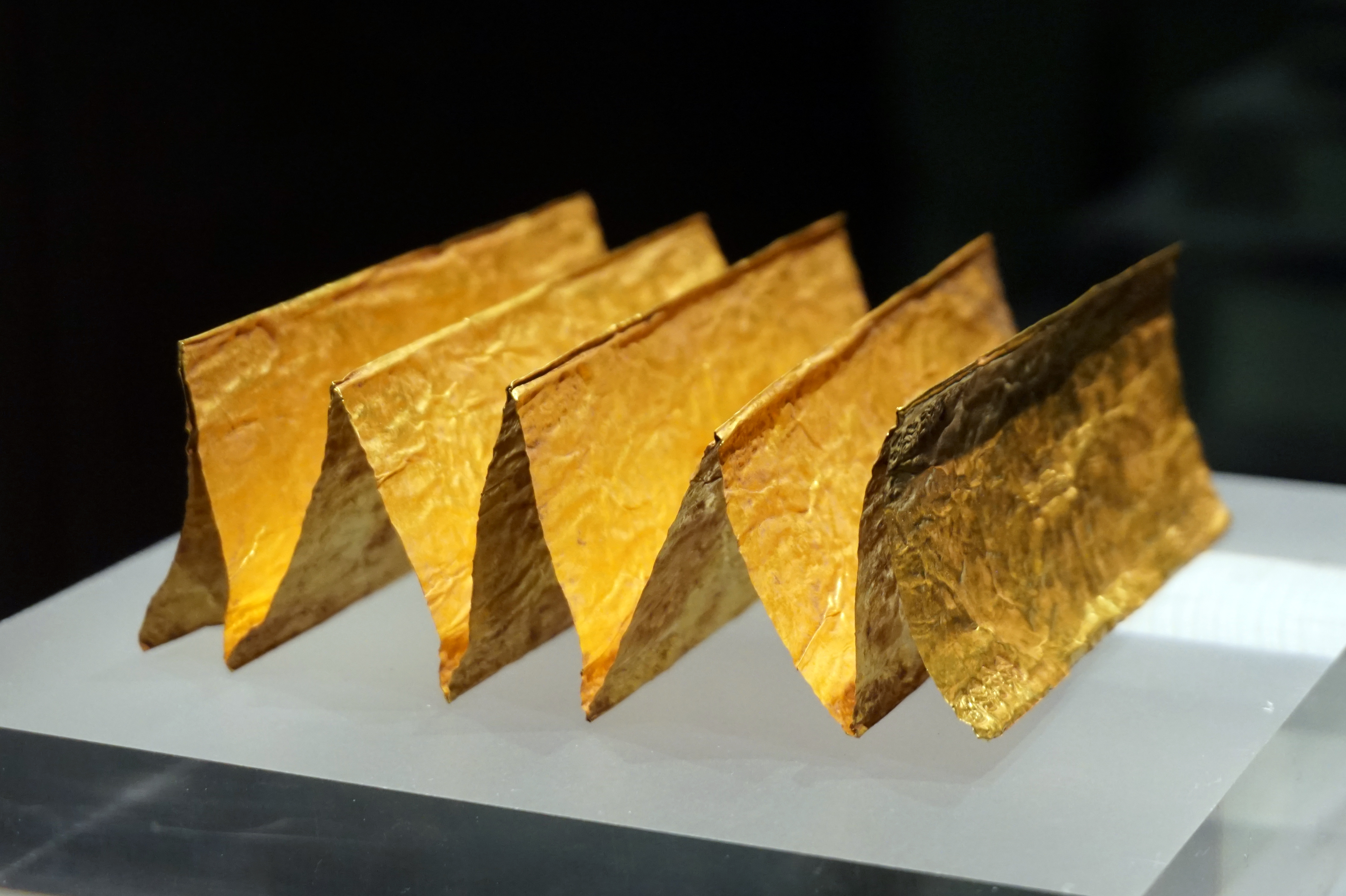
南宋保佑坊一两金叶子
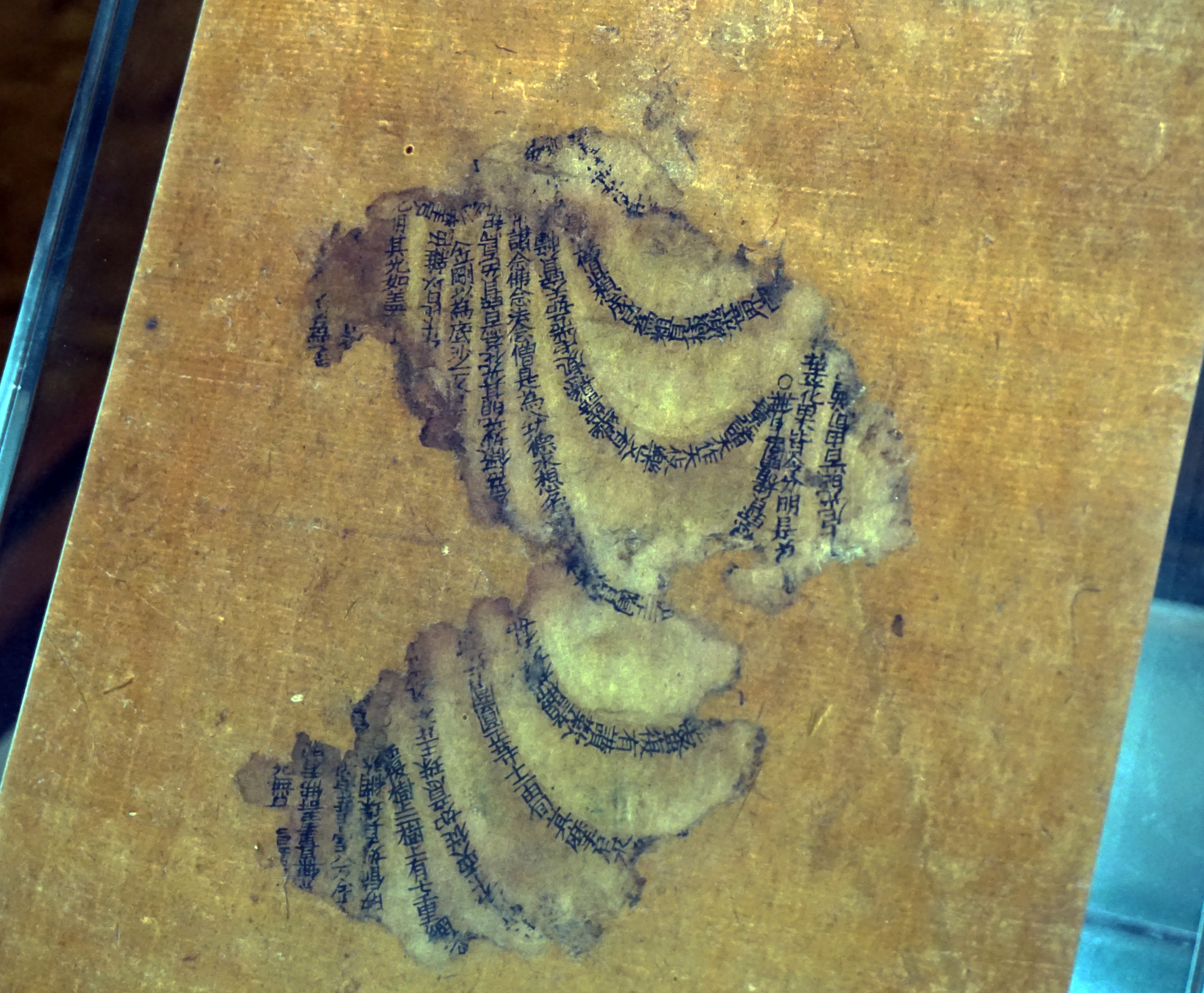
活字《佛说观无量寿佛经》残叶
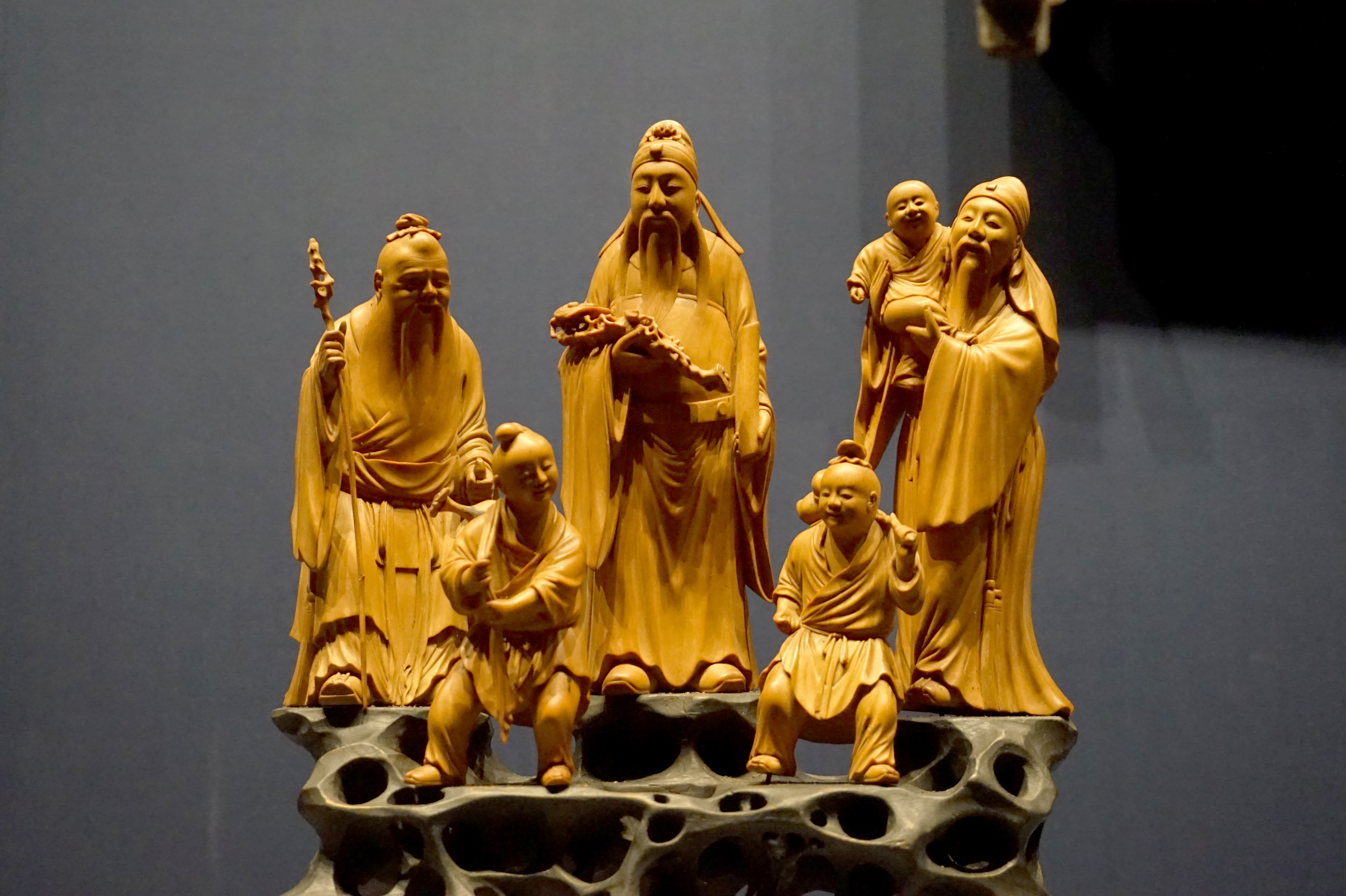
清朱子常黄杨木雕——三星送子